# Hieracium anfractiforme
Hieracium anfractiforme là một loài thực vật có hoa trong họ Cúc. Loài này được E.S.Marshall mô tả khoa học đầu tiên năm 1892.